# پل میر بهاءالدین
پل میر بهاءالدین مربوط به دوره قاجار است و در شهرستان زنجان (شهر زنجان در ابتدای جاده بیجار)، روی رودخانه زنجان رود واقع شده‌است. این اثر در تاریخ ۱۸ مهر ۱۳۵۶ با شمارهٔ ثبت ۱۴۸۴ به‌عنوان یکی از آثار ملی ایران به ثبت رسیده‌است.
این پل توسط یکی از خیرین شهر زنجان به نام حاج میر بهاءالدین در زمان ناصرالدین‌شاه قاجار احداث گردیده است.

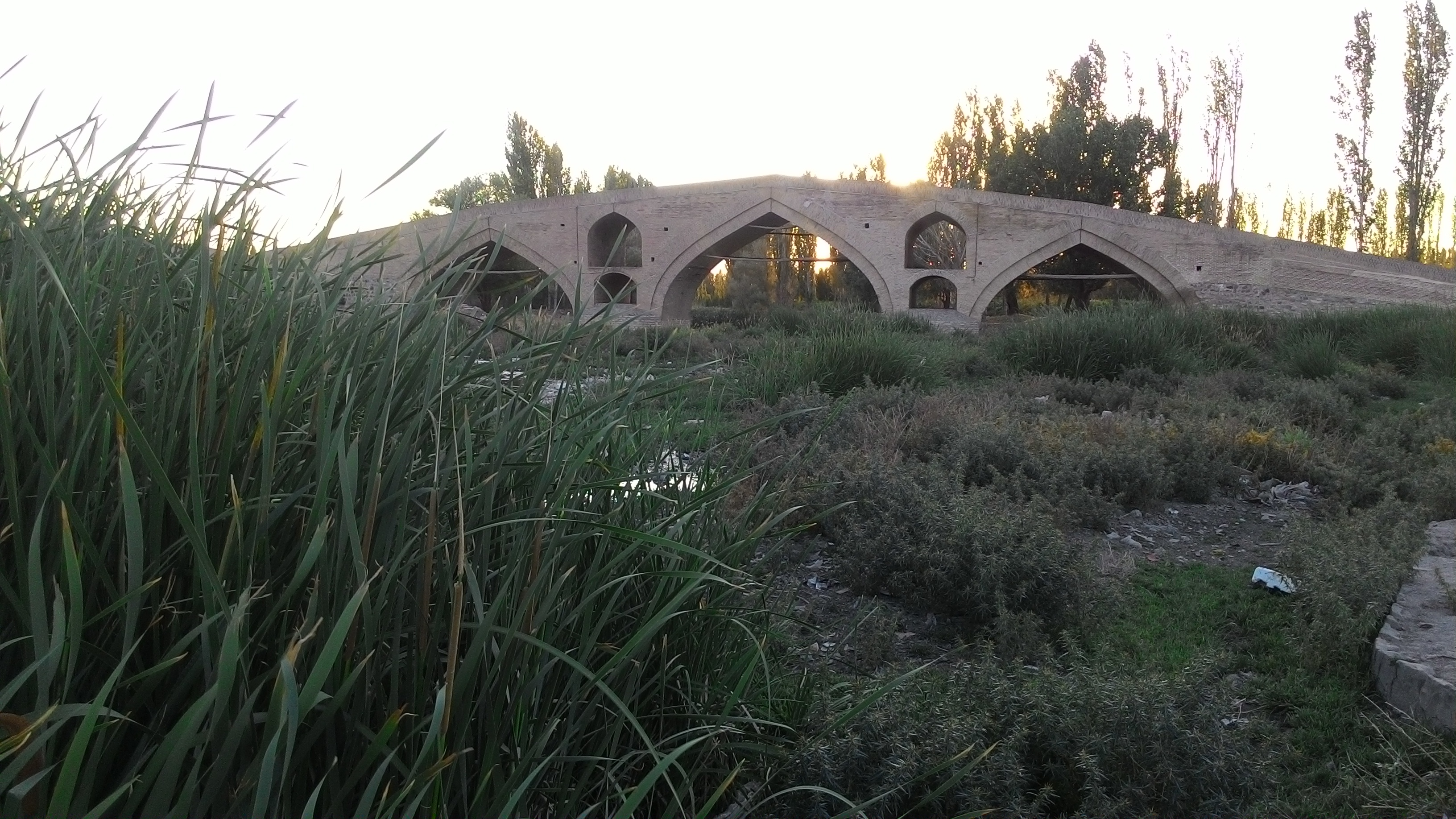